# Байро
Байро (итал. Bairo, пьем. Ber) — коммуна в Италии, располагается в области Пьемонт, в провинции Турин.
Население составляет 787 человек (2008 г.), плотность населения составляет 112 чел./км². Занимает площадь 7 км². Почтовый индекс — 10010. Телефонный код — 0124.
Покровителем коммуны почитается святой Георгий, празднование в первое воскресение мая.

## Демография
Динамика населения:

## Администрация коммуны
- Официальный сайт: http://www.comune.bairo.to.it/